# Münsterlingen
Münsterlingen –miejscowość i gmina (Politische Gemeinde) w północno-wschodniej Szwajcarii, w kantonie Turgowia, w okręgu (Bezirk) Kreuzlingen. Leży nad Jeziorem Bodeńskim. 

## Demografia
W Münsterlingen mieszka 3 501 osób. W 2021 roku 37,7% populacji gminy stanowiły osoby urodzone poza Szwajcarią. 

## Współpraca
Miejscowość partnerska:
- Hagnau am Bodensee, Niemcy

## Transport
Przez teren gminy przebiegają drogi główne nr 13 i nr 471.